# Lizant
Lizant is een gemeente in het Franse departement Vienne in de regio Nouvelle-Aquitaine en telt 443 inwoners (1999). De plaats maakt deel uit van het arrondissement Montmorillon.

## Geografie
De oppervlakte van Lizant bedraagt 16,9 km², de bevolkingsdichtheid is 26,2 inwoners per km².

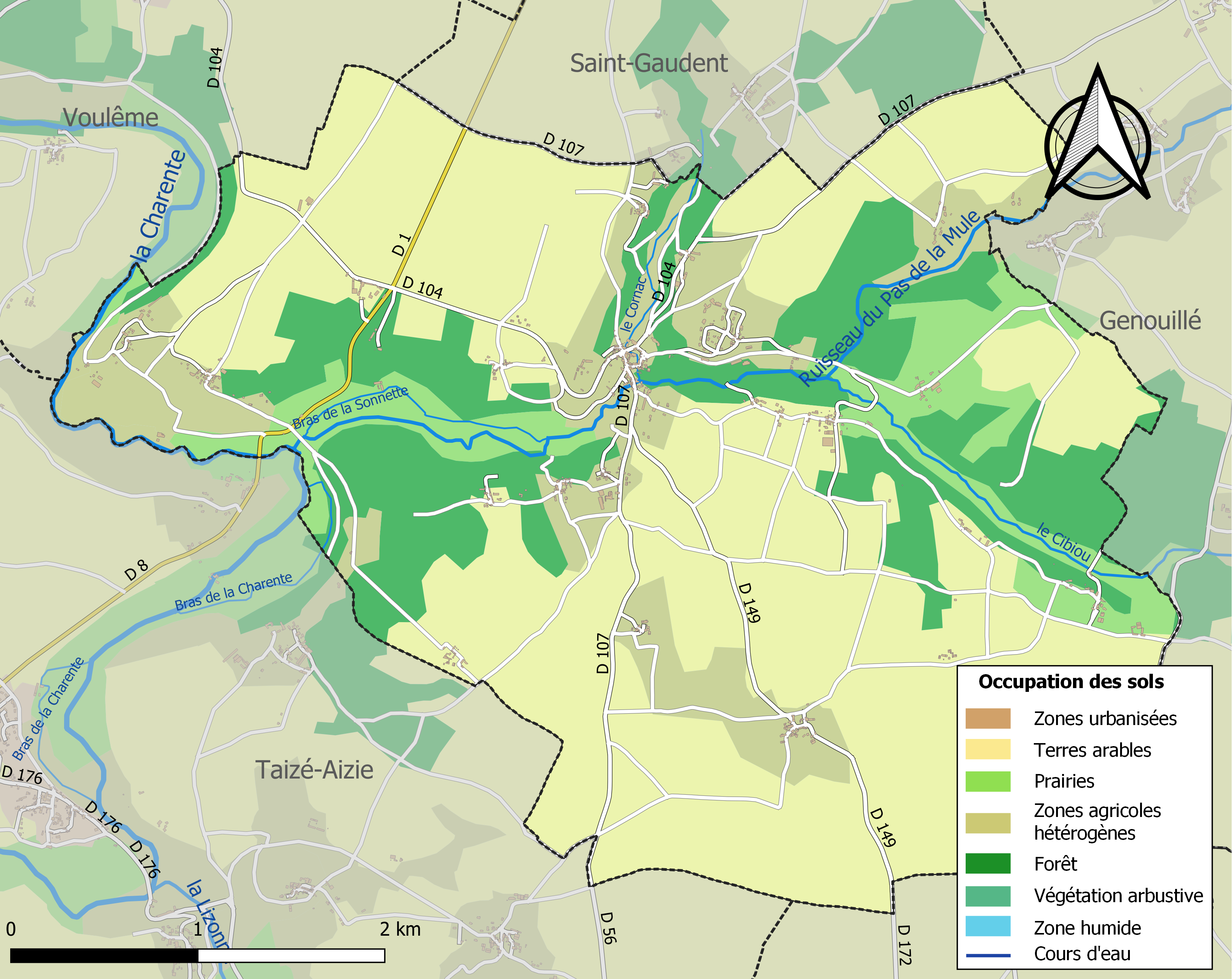
Kaart van de gemeente met de belangrijkste infrastructuur, bodemgebruik en omliggende gemeenten

## Demografie
Onderstaande figuur toont het verloop van het inwonertal (bron: INSEE-tellingen).